# Belveglio
Belveglio ist eine italienische Gemeinde in der Provinz Asti (AT), Region Piemont.

## Lage und Einwohner
Belveglio liegt rund 20 km südöstlich von der Provinzhauptstadt Asti entfernt. Das Gemeindegebiet umfasst eine Fläche von 5 km² und hat 306 (Stand 31. Dezember 2023) Einwohner. 
Die Nachbargemeinden sind Cortiglione, Mombercelli, Rocchetta Tanaro und Vinchio.

## Kulinarische Spezialitäten
In Belveglio werden Reben der Sorte Barbera für den Barbera d’Asti, einen Rotwein mit DOCG Status angebaut.